# Peter Grassberger
Peter Grassberger (* 17. Mai 1940 in Wien) ist ein österreichischer Physiker, der sich mit Chaostheorie und Teilchenphysik befasst.

## Leben
Grassberger (Enkel des Hygienikers Roland Graßberger) besuchte die Schule in Steyr und studierte ab 1959 Physik und Mathematik an der Universität Wien, an der er 1965 bei Walter Thirring und Herbert Pietschmann promoviert wurde (mit einem Thema aus der theoretischen Elementarteilchenphysik). Als Post-Doktorand war er 1965 bis 1968 an der Universität Bonn. 1969 bis 1971 war er Professor an der Universität Kabul (wo er sich unter anderem mit Geophysik von Sanddünen befasste) und 1971 wurde er Assistent an der Universität Bonn, an der er sich 1973 habilitierte. 1973 bis 1975 war er am CERN und 1975 bis 1977 Gastprofessor (Maitre de Conferences) an der Universität Nizza. 1977 bis 2005 war er Professor an der Bergischen Universität Wuppertal. 1996 bis 2005 war er in Wuppertal beurlaubt und Direktor der Forschungsgruppe für Komplexe Systeme am John-von-Neumann-Institut des Forschungszentrums Jülich. Von 2006 bis 2008 hatte er eine Gast-Forschungsprofessur an der University of Calgary. 1997 wurde er auswärtiges Mitglied des Max-Planck-Instituts für Physik komplexer Systeme (MPI-PKS) in Dresden.
Er war unter anderem Gastwissenschaftler am SLAC, Los Alamos National Laboratory, dem James Franck Institut der Universität Chicago, der University of Warwick, dem Weizmann-Institut, dem Niels-Bohr-Institut in Kopenhagen, der Universität Rom, dem Korean Institute for Advanced Study in Seoul, dem Perimeter Institute, der Universität Stellenbosch, der Universität Utrecht (Kramers Professor 2005), der Florida State University und dem Institute for Theoretical Physics der University of California, Santa Barbara. 2012 erhielt er den Madan Lal Mehta Memorial Award.
Grassberger befasste sich zunächst mit theoretischer Teilchenphysik, zum Beispiel der exakten Behandlung der Dreikörper-Streuung und Streuung an gebundenen Zuständen (mit Werner Sandhas in Bonn, Alt-Grassberger-Sandhas Gleichungen). Er fand auch Zusammenhänge zwischen der Feldtheorie von Regge-Polen (Reggeon Field Theory) und stochastischen Systemen, was ihn zur statistischen Physik wechseln ließ.
Gemeinsam mit Itamar Procaccia führte er 1983 die Korrelations-Dimension in die Chaostheorie ein und einen nach ihm und Procaccia benannten Algorithmus zu dessen Berechnung. Die Korrelations-Dimension dient zur Abschätzung Fraktaler Dimensionen und somit zur Charakterisierung Seltsamer Attraktoren. 2017 erhielten die beiden Theoretiker
den erstmals verliehenen Statistical and Nonlinear Physics Prize der European Physical Society.
Er befasst sich unter anderem mit Reaktions-Diffusions-Systemen, dem Ising-Modell, zellulären Automaten, Fraktalen, Selbstorganisierter Kritikalität und Perkolation.

## Schriften
- mit Procaccia Measuring the Strangeness of Strange Attractors, Physica D, Band 9, 1983, S. 189‒208
- mit Procaccia Characterization of strange attractors, Phys. Rev. Lett., Band 50, 1983, S. 346–349